# Bread & Roses
Bread & Roses — одиннадцатый студийный альбом американской певицы Джуди Коллинз, выпущенный в ноябре 1976 года на лейбле Elektra Records. Продюсером альбома выступил Ариф Мардин.

## Об альбоме
Данным альбомом певица решила рассказать о своих политических убеждениях. Заглавным треком стала песня «Bread and Roses», которую обычно связывают с забастовкой текстильщиков 1912 года в США. На релизе есть также несколько поп-песен, как «Come Down in Time» Элтона Джона, например.
Альбом достиг 25-го места в чарте Billboard Top LPs & Tape. В качестве сингла с альбома был выпущен «Special Delivery» Билли Мернита, но он не смог попасть в чарты.
Певец Лютер Вандросс появляется на этом альбоме в качестве бэк-вокалиста, это одно из первых его появлений на коммерческом релизе.

## Отзывы критиков
По мнению обозревателей Record World певица с продюсером этой работой стремились развить успех «Send In the Clowns» из Judith; материал LP был как всегда разнообразен, но в звучании и аранжировках было больше преемственности. Пол Креш из Stereo Review в своей рецензии писал: «Джуди Коллинз всегда производила на меня впечатление профессионала, надежного человека, который пугающе вырос и не помят никаким жизненным опытом. То, что она достигла хронологического и артистического возраста, который у неё есть, не будучи заметно согнутой, изуродованной, и при этом поёт именно об этих вещах, создает пробел в достоверности, который я нахожу во всех её работах. Но она может быть ужасно хороша в своей, по сути, холодной, корректной манере. Продюсирование альбома Арифом Мардином подчёркивает, насколько хорошо Коллинз усвоила свои уроки и повторяет их наизусть. То, что уроки, похоже, вытекают не из её собственной жизни, а из хладнокровно наблюдаемых выходок обезумевшей толпы, кажется, не сильно беспокоит других людей, но меня это всегда останавливает». Рецензент Джеймс Криспелл в обзоре для AllMusic назвал альбом «беспорядочным» и «сбивающем с толку», поставив ему всего две с половиной звезды из пяти.

## Список композиций
| №  | Название                                       | Автор(ы)                       | Длительность |
| -- | ---------------------------------------------- | ------------------------------ | ------------ |
| 1. | «Bread and Roses»                              | Мими Фаринья, Джеймс Оппенгейм | 3:05         |
| 2. | «Everything Must Change»                       | Бернард Игнер                  | 4:25         |
| 3. | «Special Delivery»                             | Билли Мернит                   | 3:55         |
| 4. | «Out of Control»                               | Джуди Коллинз                  | 3:00         |
| 5. | «Plegaria a un Labrador (Prayer to a Laborer)» | Виктор Хара                    | 4:04         |
| 6. | «Come Down in Time»                            | Элтон Джон, Берни Топин        | 3:23         |

| №  | Название                       | Автор(ы)                               | Длительность |
| -- | ------------------------------ | -------------------------------------- | ------------ |
| 1. | «Spanish Is the Loving Tongue» | Чарльз Бэджер Кларк, Билли Саймон      | 4:32         |
| 2. | «I Didn’t Know About You»      | Дюк Эллингтон, Боб Расселл             | 3:29         |
| 3. | «Take This Longing»            | Леонард Коэн                           | 5:25         |
| 4. | «Love Hurts»                   | Эндрю Голд                             | 3:17         |
| 5. | «Marjorie»                     | Джуди Коллинз                          | 0:43         |
| 6. | «King David»                   | Уолтер Джон Де ла Мар, Герберт Хауэллс | 4:27         |

## Участники записи
| Музыканты: - Джуди Коллинз — гитара, клавишные, вокал - Глория Агостини — арфа - Рубенс Бассини — перкуссия - Сай Бергер — тромбон - Джей Берлинер — гитара - Кеннет Бичел — синтезатор - Дон Брукс — гармоника - Робин Кларк — вокал - Дом Кортезе — аккордеон - Ричард Дэвис — бас - Эрин Дикинс — вокал - Марк Дойл — гитара - Стив Гэдд — ударные - Микки Гравин — тромбон - Урби Грин — тромбон | Музыканты: - Корки Хейл — гармоника - Хэнк Джонс — фортепиано - Гейл Кантор — вокал - Тони Левин — бас - Джордж Мардж — валторна - Чарльз Маккракен — виолончель - Хью Маккракен — гитара - Мерл Миллер — вокал - Энди Пратт — фортепиано - Дэвид Сэнборн — саксофон - Лес Скотт — элиофон - Алан Шульман — стил-гитара - Билли Слэпин — флейта - Дж. Дайан Самлер — вокал - Лютер Вандросс — вокал |

Технический персонал:
- Годфри Даймонд — звукоинженер
- Фил Рамон — супервайзер записи
- Глен Кристенсен — арт-директор
- Мэри Эллен Марк — фотограф

## Позиции в хит-парадах
| Хит-парад (1976)              | Высшая позиция |
| ----------------------------- | -------------- |
| Австралия (Kent Music Report) | 96             |
| США (Billboard 200)           | 25             |